# 레오폴트 1세 (신성 로마 황제)

레오폴트 1세의 문장

레오폴트 1세(독일어: Leopold I, 1640년 6월 9일 ~ 1705년 5월 5일)는 신성 로마 제국의 황제이자 보헤미아의 국왕, 헝가리와 크로아티아의 국왕이다. 보헤미아의 국왕 레오폴트 1세(체코어: Leopold I.), 헝가리와 크로아티아의 국왕 리포트 1세(헝가리어: I. Lipót, 슬로바키아어: Leopold I. 레오폴트 1세, 크로아티아어: Leopold I. 레오폴드 1세)에 해당한다. 신성 로마 제국의 황제로서 재위한 기간은 46년 9개월이며, 이는 합스부르크의 황제 중 가장 긴 통치기간이다.

## 초년 및 즉위
레오폴트 1세는 1640년 신성 로마 제국의 황제인 페르디난트 3세와 그의 첫 번째 아내인 마리아 안나 사이에서 둘째 아들로 태어났다. 성직자가 될 목적으로 교육을 받고 있었으나, 그의 형인 페르디난드 4세가 1654년 7월에 사망하자 그는 황제의 상속자가 되었다. 1655년 그는 헝가리의 왕으로 선출되었고 1656년에는 보헤미아의 왕이 되었다. 1657년에 페르디난트 3세가 사망하자, 프랑스의 추기경 마자랭은 합스부르크 왕가의 황제 즉위를 막기 위해서 바이에른 선제후 페르디난트 마리아와 같은 다른 사람을 황제에 즉위시키려 하였으나, 레오폴트 1세는 이를 물리치고 1658년 7월 프랑크푸르트에서 신성 로마 제국의 황제로 선출되었다. 그러나 이에 대한 대가로 마자랭은 레오폴트 1세로부터 스페인에 원조를 하거나 프랑스와의 전쟁을 돕지 않고, 프랑스는 독일 내의 제후들의 동맹인 라인 연맹을 설립하여 독일에 대한 영향력을 가질 수 있도록 하는 약조를 받아내었다.

## 초기의 전쟁
레오폴트 1세가 통치하던 기간은 유럽 역사상 상당히 중요한 시기였고, 그는 자주 전쟁을 치러야만 했다. 그의 첫 번째 전쟁은 스웨덴의 왕 칼 10세와 그의 동맹자이자 트란실바니아공 라코치 죄르지 2세와의 전쟁이었다. 레오폴트 1세는 폴란드를 자신의 동맹으로 끌어들었고, 이 전쟁은 1660년 올리바 조약으로 끝을 맺었다.
그 이후 레오폴트 1세는 트란실바니아를 둘러싸고 오스만 제국과 전쟁을 치러야했다. 오스만 제국은 트란실바니아에 지속적으로 관심을 보였고, 이것으로 인하여 신성 로마 제국과의 몇 번의 충돌 끝에 1663년 전쟁이 시작되었다. 레오폴트 1세는 제후들을 파견하여 전쟁을 지원하였다. 결국 1664년 8월 신성 로마 제국의 라이몬도 몬테쿠콜리의 지휘하의 군대가 생고타르 전투에서 오스만 제국으로부터 큰 승리를 거두었다. 이로 인하여 신성 로마 제국과 오스만 제국은 20년간의 휴전을 골자로 하는 버슈바르 조약을 맺을 수 있었다.

## 프랑스와의 대립

### 대립의 시작
그는 47년의 치세 중 대부분의 기간을 프랑스의 루이 14세와 대립하며 보내야 했다. 루이 14세의 네덜란드에 대한 공격적인 정책으로 인해서 유럽에는 긴장감이 돌았다. 비록 루이 14세가 독일의 여러 제후들과 신성 로마 제국을 견제하기 위한 동맹을 맺고 있었고 이전의 오스만 제국과의 전쟁에서도 오스만 제국을 지원한 적이 있었으나, 레오폴트 1세는 이전에 프랑스와 스페인의 영토를 분할하는 것에 대해서 의논한 적이 있었고, 당시에는 루이 14세와 사이가 나쁘지는 않았기 때문에 프랑스의 이러한 정책에 대해서 처음에는 반응을 보이지 않았다. 1671년 레오폴트 1세는 루이 14세와 중립 조약을 맺었다.
그러나 1672년 레오폴트 1세는 네덜란드와 동맹하여 전쟁에 참가하였다. 이 동맹이 브란덴부르크 선제후의 탈퇴로 인해서 깨진 후에는 프랑스를 견제하기 위해서 스페인의 왕과 독일의 여러 제후들과 동맹하였다. 당시의 신성 로마 제국은 사실상 여러 제후국의 연합 형식이었기 때문에 이를 지휘하는 것이 상당히 힘든 상태였다. 결국 1678년 후반에는 전쟁 상황이 매우 불리해지기 시작하였고, 결국에는 1679년 2월 프랑스에게 유리한 네이메헌 조약이 채결됨으로써 전쟁은 끝이 났다.
프랑스와 휴전이 체결된 지 얼마 지나지 않아 루이 14세는 다시 공격적으로 태도를 바꾸었다. 오스만 제국과 교전중이기는 하였지만 레오폴트 1세는 1682년 반 프랑스 동맹에 다시 한 번 더 참여하였으며 1684년 레겐스부르크에서 휴전하였다.

### 대동맹 전쟁
1686년 레오폴트 1세와 신성 로마 제국의 제후들은 프랑스에 대항하기 위해서 아우크스부르크 연맹을 이루었다. 당시 유럽의 상황은 잉글랜드에서 발생한 일로 인하여 긴장이 감돌았으며, 이는 1688년 윌리엄 3세가 왕위에 오르고 프랑스가 독일을 침공할 때까지 계속되었다. 1689년 5월, 신성 로마 제국과 잉글랜드, 스페인, 덴마크, 브란덴부르크 선제후 등 반 프랑스 세력이 결집한 대동맹이 결성되었다. 1697년 잉글랜드와 네덜란드가 프랑스에 대하여 레이스베이크에서 휴전하였다. 레오폴트 1세는 처음에 이를 인정하지 않았지만, 몇 달 후 이를 인정하였고 그 결과 독일의 몇몇 지방을 프랑스에게 뺏기었다.

### 스페인 왕위계승전쟁
프랑스와의 평화는 4년 동안 지속되었다. 스페인의 왕인 카를로스 2세는 그는 합스부르크 왕가의 후손이었으며 오스트리아 분가와도 혼인 관계를 맺고 있었으나, 프랑스와도 비슷한 관계를 맺고 있었다. 카를로스 2세의 건강이 위독해지자 유럽 각국들은 스페인 분할에 대한 문제를 평화롭게 해결하기 위해서 협정을 벌였으나, 레오폴트 1세는 이를 거절하였다. 결국 1700년 카를로스 2세는 사망하였고 왕좌는 루이 14세의 손자인 앙주 공작 필리프에게 넘어가게 되었다. 이로 인해서 잉글랜드를 중심으로 하여 대 프랑스 동맹이 다시 한 번 결성되었다. 레오폴트 1세는 이 동맹에 참여하였다. 1703년 그는 자신의 둘째 아들인 카를 대공에게 스페인의 왕위를 넘길 것을 요구하였다. 초기의 전쟁은 프랑스에게 유리하게 전개되었으나 1705년 5월 5일 레오폴트 1세가 빈에서 사망하기 직전에 블렌하임 전투에서 동맹군이 대승함에 따라 전세가 역전되었다.

## 헝가리와 오스만 제국과의 마찰
레오폴트 1세는 헝가리를 다스리는 데 있어서 상당한 어려움을 겪었다. 이는 그가 개신교에 대해서 적대적인 감정을 가지고 있었던 것에도 기인한다. 1671년 레오폴트 1세는 헝가리에서 일어난 반란을 혹독하게 진압하였다. 1681년에도 반란이 일어났고, 결국 일부 억압적인 정책이 폐지되고 헝가리인들의 불만을 어느 정도 반영하였으나, 헝가리인들은 이에 만족하지 않았고 다시 반란을 일으켰다. 오스만 제국은 헝가리인들의 반란을 지지하였고, 1683년에는 빈을 침공하여 7월부터 9월까지 포위하였다. 이 기간 동안 레오폴트 1세는 파사우로 피신하였다. 상황이 어렵다는 것을 느낀 그는 작센과 바이에른의 선제후들을 규합하여 로렌 공작 카를 4세로 하여금 신성 로마 제국군과 함께 이끌도록 하였다. 그러나 당시 그의 가장 큰 동맹자는 오스만 제국을 경계하고 있던 폴란드의 왕 얀 3세 소비에스키였다. 이들 동맹군은 1683년 9월 12일 오스만 제국을 물리쳤고, 빈을 방어하는 데 성공하였다.
신성 로마 제국은 이 빈 포위전으로 인해서 우위를 점하게 되었고, 사보이의 외젠 공 등의 활약으로 1697년 젠타 전투를 포함한 여러 전투에서 승리할 수 있었다. 1699년 1월 오스만 제국과 신성 로마 제국을 포함한 동맹군은 카를로비츠 조약을 채결하였고, 이로 인해서 신성 로마 제국은 헝가리의 거의 전역을 통치할 수 있게 되었다. 1687년 브라티슬라바에서 열린 헝가리 의회는 헌법을 수정하여 합스부르크 왕가는 선거 없이도 헝가리의 왕이 될 수 있도록 하였다. 이와 함께 레오폴트 1세의 맏아들인 요제프 1세가 헝가리의 왕이 되었다.

## 신성 로마 제국의 통치
레오폴트 1세의 치세 동안 신성 로마 제국의 헌법이 중요한 수정을 거치게 되었다. 1663년부터 제국 의회는 레겐스부르크에서 열리게 되었고, 이는 제국이 멸망할 때까지 지속되었다. 1692년에는 하노버 공작이 선제후가 되었으며, 황제를 선출할 권리를 가진 9번째 제후가 되었다. 1700년에는 프랑스를 견제하기 위한 동맹 구성을 위해서 프러시아의 왕 칭호를 브란덴부르크 선제후에게 넘겼다. 결과적으로 이러한 일들은 제후들에 대한 황제의 권한을 축소시켰으며, 따라서 레오폴트 1세는 오스트리아 대공의 지위와 헝가리와 보헤미아의 왕위에 의존해야 했다.

## 가족
레오폴트 1세는 3번 결혼하였다.
- 첫 번째 황후 : 스페인의 마르가리타 테레사(펠리페 4세의 딸)
  - 페르디난트 벤첼(1667~1668)
  - 마리아 안토니아(1669~1692) 바이에른 선제후비(막시밀리안 2세 에마누엘과 결혼)
  - 요한 레오폴트(1670)
  - 마리아 안나 안토니아(1672)

마르가리타 테레사는 1673년에 사망하였다.
- 두 번째 황후 : 오스트리아의 클라우디아 펠리치타스(티롤의 상속녀)
  - 안나 마리아 조피(1674)
  - 마리아 요제파 클레멘티네(1675~1676)

클라우디아 펠리치타스는 1676년 사망하였다.
- 세 번째 황후인 엘레오노레 막달레네
  - 요제프 1세(1678~1711) 신성 로마 제국의 황제
  - 크리스티네(1679)
  - 마리아 엘리자베트(1680~1741)
  - 레오폴트 요제프(1682~1684)
  - 마리아 안나 요제파(1683~1754) 포르투갈 왕비(주앙 5세와 결혼)
  - 마리아 테레지아(1684~1696)
  - 카를 6세(1685~1740) 신성 로마 제국의 황제
  - 마리아 요제파(1687~1703)
  - 마리아 막달레나 요제파(1689~1743)
  - 마리아 마르가레테(1690~1691)

## 참고 자료
본 문서에는 현재 퍼블릭 도메인에 속한 브리태니커 백과사전 제11판의 내용을 기초로 작성된 내용이 포함되어 있습니다.